# Iglesia de Santa María la Mayor (Soria)
La iglesia de Santa María la Mayor de Soria, Castilla y León, España, es un templo parroquial católico que conserva restos románicos de su fábrica original de los siglos XII y XIII, si bien la mayor parte de su arquitectura y su mobiliario interno corresponden a una época posterior, fundamentalmente el siglo XVI.
Construida sobre el antiguo templo románico de San Gil, del que mantiene algunos elementos, es un edificio de tres naves. El coro, de 1523, tiene una sillería de origen incierto; se especula que puede proceder de la colegiata de San Pedro o del convento de la Merced, que se reparte entre el mismo y el presbiterio. En la pared que se alza sobre el coro luce un escudo de armas del linaje de Barnuevo y un cuadro de San Bartolomé. En la nave se ubican a izquierda y derecha retablos, figuras y pinturas de estilo barroco. Al final de la nave de la izquierda se encuentra la única capilla de la iglesia, dedicada al Santísimo y anteriormente a San Bartolomé (en recuerdo de la parroquia de esa advocación que fue derruida en 1525), en la que se encuentra un Cristo de finales del siglo XIII. Esta nave culmina con la subida al púlpito.
El retablo mayor, cuyo motivo central es Santa María y sobre ella la Coronación de la Virgen (obra de Francisco Agreda, 1571, con influencias de Juan de Juni), fue financiado, junto con el ábside, por la familia de los Calderones, de la que se mantienen múltiples detalles que dan fe de ello.
En la nave derecha destaca la pila bautismal, cobijada en un absidiolo del siglo XIII y en un sepulcro de estilo mudéjar con un Cristo del siglo XVIII y dos retablos, uno dedicado a San José y el otro a San Antonino.
En este templo se reunían, desde el siglo XII al siglo XIX, los regidores de la ciudad de Soria para tratar los asuntos municipales y judiciales. A principios del siglo XVI se ubicó en la torre el primer reloj municipal de servicio público de la ciudad.
En Santa María la Mayor se casó en 1909 Antonio Machado con Leonor Izquierdo.

## Historia
La iglesia, situada en la plaza Mayor y frente al Ayuntamiento de Soria, fue inicialmente construida a finales del siglo XII o principios del siglo XIII en estilo románico y bajo la advocación de San Gil. Se trataría de un templo de tres naves acabado en sendos cilindros absidales. El desplome de la vieja fábrica románica de la Concatedral de San Pedro en 1520 obligó al Cabildo, hasta que completaran las obras de reedificación, a establecer su sede en otro templo soriano; el elegido fue San Gil, aunque pronto se trasladarían de nuevo a un paño del claustro de San Pedro. Durante el siglo XVI se llevó a cabo la construcción de la nueva capilla mayor cuando se trasladó el panteón de los Calderones a esta. Por ese motivo adoptó la nueva titularidad, Nuestra Señora la Mayor, ya que la antigua capilla de los Calderones tenía la advocación de Santa María.
Décadas antes de esta intervención, en el último cuarto del siglo XV, se adosó al exterior de la iglesia la capilla de los Calderones o de Santa María, conectada con el interior del templo, que destruyó parcialmente el cementerio medieval. La primera noticia de esta capilla funeraria la tenemos documentada en el testamento y codicilos otorgados por Doña Constanza Calderón, viuda de Pedro de Luzón, el 3 de marzo de 1501. En esta escritura se señalan las ordenanzas que van a regir cierta capilla y capellanía. En su artículo primero se dice: "Ordeno e establezco que la dicha capilla, que es situada en la dicha ciudad de Soria en la iglesia del Señor San Gil que es en la Plaza del Mercado de la dicha ciudad, cerca del Altar Mayor, a la parte del Mediodía, sea llamada e nombrada la Capilla de Nuestra Señora Santa María, a cuyo honor y reverencia por nosotros fue fundada y edificada". Tras el traslado del panteón a la Capilla Mayor, la Capilla de los Calderones hizo las funciones de sacristía y en el siglo XIX se arruinó, siendo derribada en 1841.
La Capilla Mayor fue fundada por la familia Calderón y Torres en 1552 tras la petición de Constanza de Luzón (nieta de Constanza Calderón y mujer de Rodrigo de Torres) para trasladar la antigua capilla familiar al altar mayor. Así, a lo largo del siglo XVI se construyó el ábside tardogótico sobre el primitivo románico del siglo XII, del que se pueden observar una hilada de sillares descubiertos tras las últimas excavaciones.
En el siglo XIX se rehízo el cuerpo de la nave debido a la amenaza de ruina que presentaban sus muros.

### Últimas intervenciones

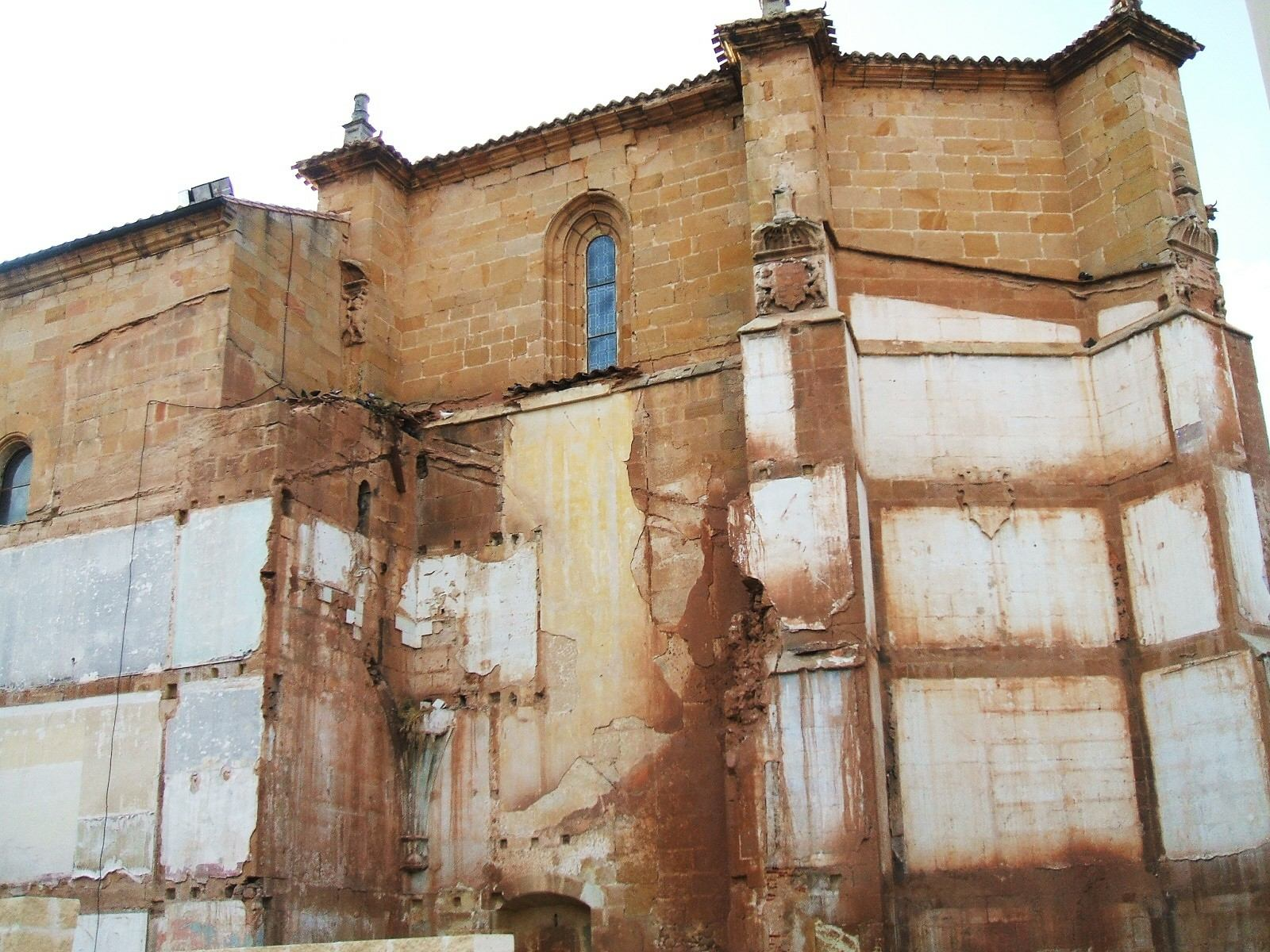
Antiguo ábside tardogótico y absidiolo románico tras derribar la casa anexa a la iglesia

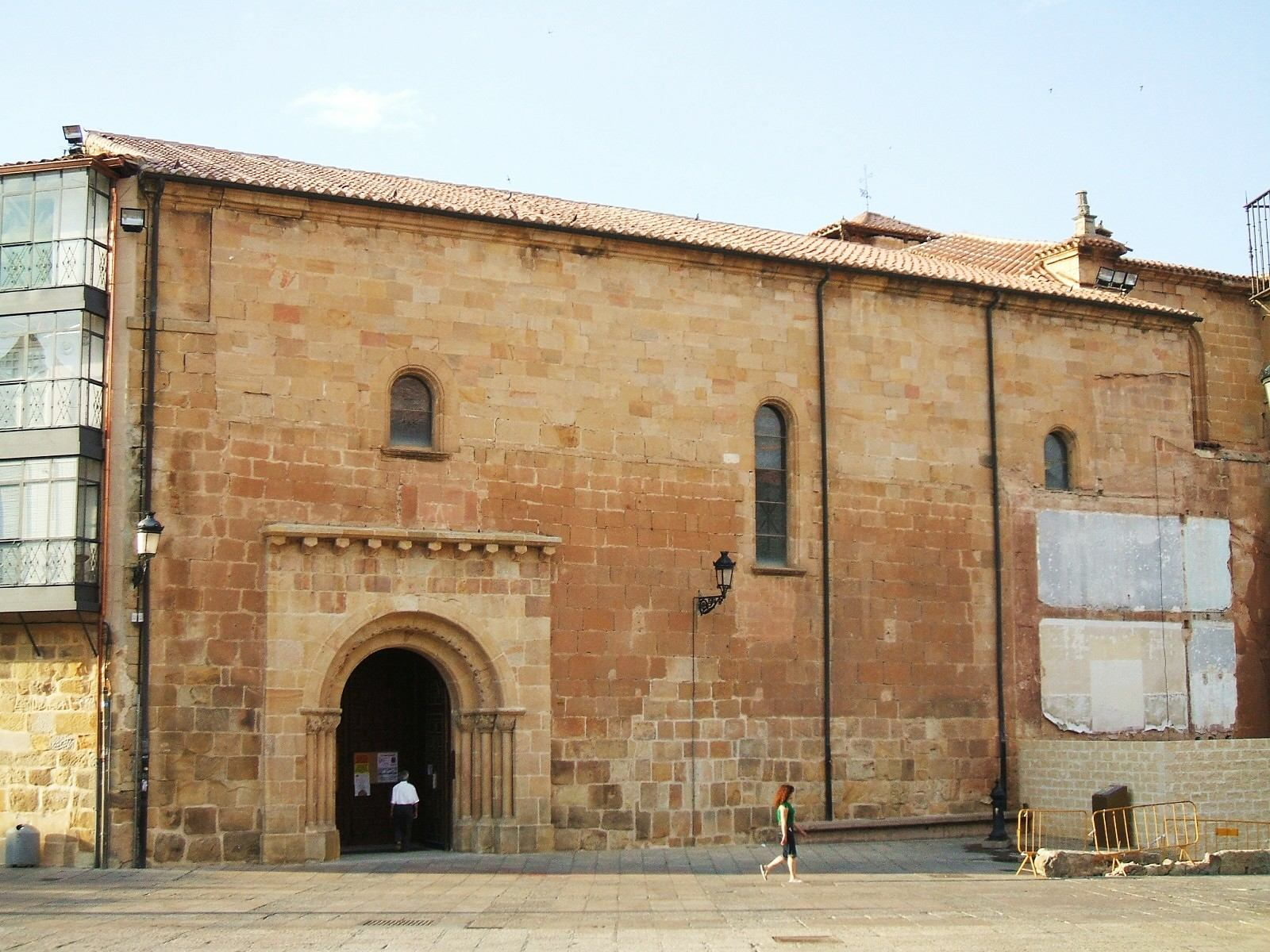
La iglesia después de derribar la casa anexa

En 2006 la eliminación de unas casas anexas asomadas a la Plaza Mayor dejó al descubierto el ábside tardogótico de la iglesia después de más de un siglo robado a la contemplación de los sorianos, así como el absidiolo meridional y los restos del primitivo de la nave central, pertenecientes ambos a los siglos XII o XIII.
Al descubrimiento se han sumado también los restos de la desaparecida Capilla de los Calderones, lo que ha causado una agradable sorpresa a los sorianos y a los propios arqueólogos. Se pueden observar las nervaduras de la antigua bóveda de crucería que la cubría. Junto a los importantes restos arqueológicos se ha hallado una necrópolis vinculada a la capilla, restos de una antigua calle y una antigua pila bautismal de forma cónica, muy erosionada, de aproximadamente 1 m de anchura exterior y una altura de 0.70 m cuyo fondo ha sido perforado en época reciente para introducir un grifo con el fin de permitir su desagüe. Junto a ella también fueron recuperados sillares y algún fuste de columna.
En 2009, se ejecutaron las obras de adecuación del entorno de la Iglesia de Santa María la Mayor (Rincón de Leonor).

## Descripción

### Restos románicos conservados

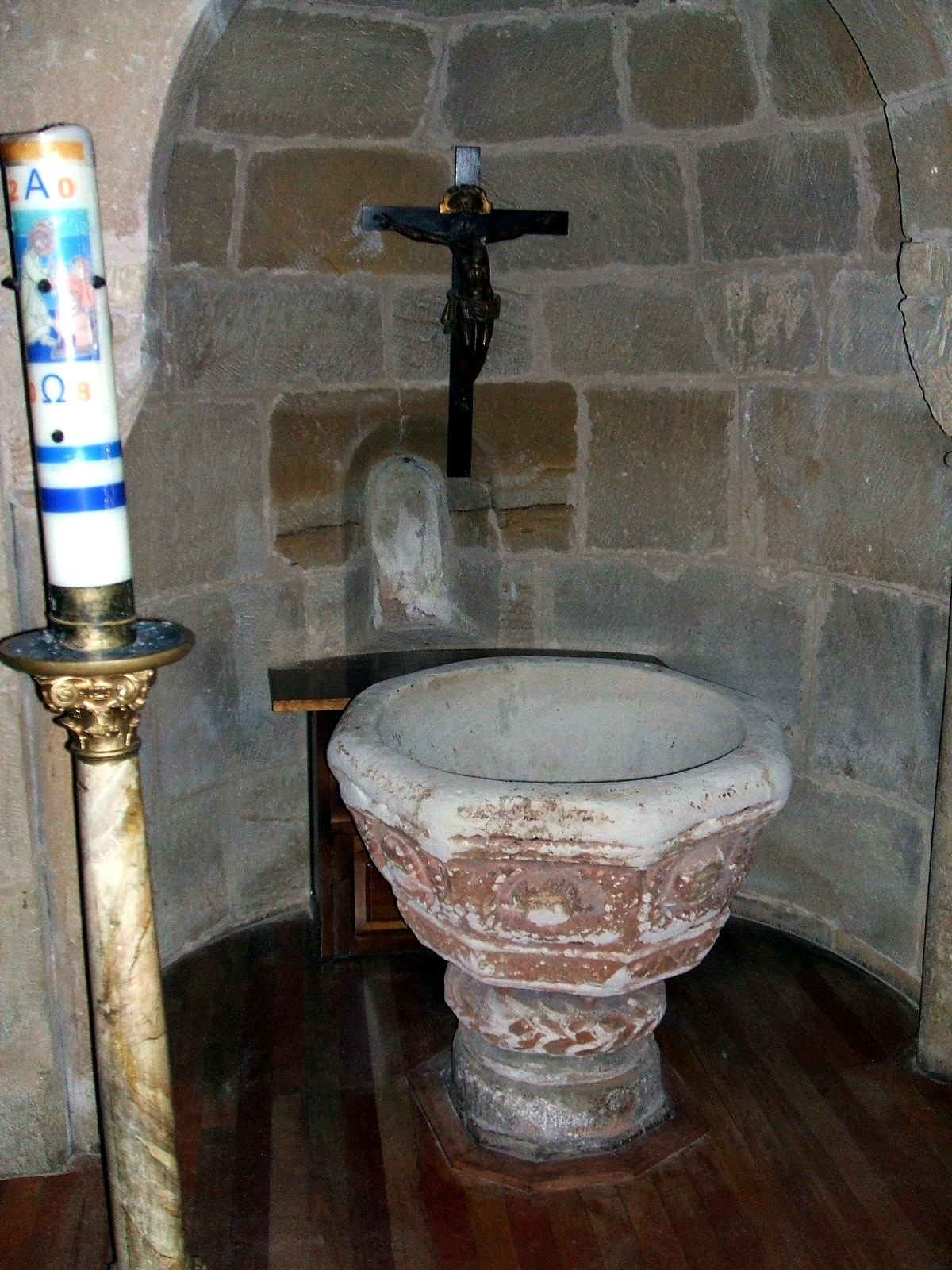
Absidiolo románico como baptisterio

El elemento más destacado es la portada del mediodía, muy austera pero de un románico tradicional. Ubicada en un cuerpo ligeramente adelantado y bajo tejaroz sustentado por canecillos, tiene tres arquivoltas de medio punto dovelado que apean sobre tres parejas de columnas y capiteles decorados con centauros luchando, aves, encestados y motivos vegetales. Esta portada en origen daba acceso a la sacristía, situada en el muro norte, y se trasladó a su ubicación actual después de la reforma del edificio. Las hiladas inferiores de sillería del muro sur pertenecen también a la fábrica original.
También se conservan de la época románica tres cuerpos de la torre, adosada en el lado norte. Tiene planta cuadrada, achaparrada, con contrafuertes esquineros y en todas sus caras vanos acampanados, de todos los cuales solo uno es románico; este está formado por un arco de medio punto con dos arquivoltas lisas de las que solo la exterior apea sobre dos columnillas y dos capiteles. La chambrana del arco es de dientes de sierra.
En el interior se conserva uno de los dos absidiolos románicos, el absidiolo meridional. Cubierto con bóveda de cuarto de esfera y de muy pequeñas dimensiones, presenta arco triunfal alzado sobre capiteles decorados con motivos de cestería y vegetales semejantes a lo visto en la portada meridional. En el interior se aprecian tres arcos concéntricos, en sentido del grueso del muro, sostenidos por columnas cuyos capiteles son foliados e historiados con monstruos y esfinges, como todos los de la segunda época del estilo románico. Su función actual es la de baptisterio.
Casi contiguo a este absidiolo, en el interior del muro de la Epístola, bajo una talla de Crucificado, aparece empotrada una lauda sepulcral calada. Se trata de una obra mudéjar, con decoración de celosía de entrelazado, dos columnistas laterales y cenefa en el borde superior.

### Fábrica y mobiliario posteriores

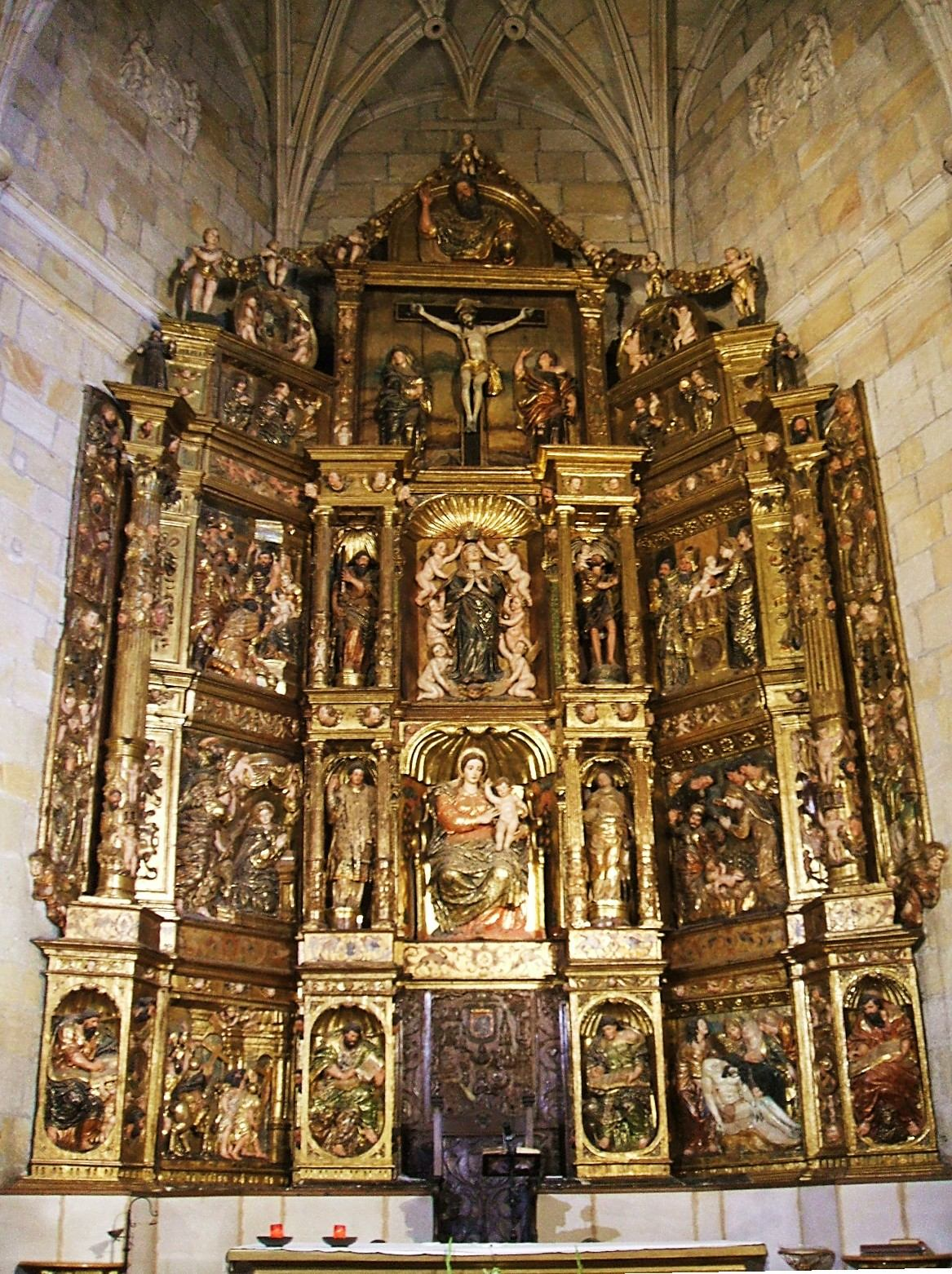
Retablo Mayor renacentista

La profunda Capilla Mayor viene formada por dos tramos; el primero hace la función de presbiterio y el segundo consiste en el ábside, de tres paños. Unas elaboradas bóvedas de crucería tardo góticas, de estrella la anterior y de media estrella la posterior, cubren el espacio. Los escudos de la familia Calderón, quien costeó el altar, se divisan en la parte superior de los paños laterales del ábside. El exterior del ábside se decora con escudos platerescos entre ángeles de la citada familia situados en la parte superior de los contrafuertes. Así mismo, los contrafuertes se rematan con pináculos, también platerescos.
Adosado al paño central del ábside está el Retablo Mayor, magnífica obra renacentista de mediados del siglo XVI de estilo de transición del plateresco al manierismo. Tras su reciente restauración pueden apreciarse mejor las pinturas y esculturas que lo adornan, atribuidas a Gaspar Becerra. Consta de banco, donde se representan los Evangelistas y relieves de la Invención de la Cruz y el Descendimiento; dos cuerpos divididos en tres calles con imágenes de la Virgen con el Niño flanqueada por relieves de la Anunciación y el Nacimiento en el primero, y de la Asunción, junto con la Epifanía y la Presentación en el Templo, en el segundo cuerpo; en el ático, un Calvario y la figura del Padre Eterno. En la decoración predominan los grutescos.
Otro detalle delicado es el púlpito, conjunto formado por basamento y fuste -composición con exuberante capitel-, púlpito propiamente dicho y tornavoz.
En el muro septentrional o del Evangelio hay agregada una capilla dedicada a San Bartolomé, para cuya entrada se abrió un arco lancetado; estaba cubierta con bóveda de crucería gótica pero se sustituyó por una bóveda de arista en época moderna. En esta capilla se venera actualmente una talla de un Cristo crucificado del siglo XIII.
En la fachada principal llaman la atención unas ventanas tapiadas correspondientes al coro: las mandó cegar el obispo don Pedro de la Cuadra en 1739 al ver que los curas de la parroquia presenciaban desde ellas las corridas de toros que se celebraban en la Plaza Mayor, .